# Topuzdamları, Kula
Topuzdamları là một xã thuộc huyện Kula, tỉnh Manisa, Thổ Nhĩ Kỳ. Dân số thời điểm năm 2011 là 303 người.